# Heinrich-Hermann Engemann
Heinrich-Hermann „Heiner“ Engemann (* 7. Juni 1959 in Volkmarsen) ist ein ehemaliger deutscher Springreiter. Mit seiner Stute Candela konnte er mehr als 100 Springen der Schweren Klasse gewinnen. Von Anfang 2009 bis Ende 2020 war er an der Seite von Cheftrainer Otto Becker Disziplintrainer der deutschen Springreiter.

## Werdegang
Von 1974 bis 1977 absolvierte Heinrich-Hermann Engemann eine Ausbildung zum Metzger. Sönke Sönksen trainierte ihn von 1973 bis 1980 in Versmold. 1980 bis 1984 war er als Bereiter im Stall der Familie Bitter in Bad Essen tätig. Zwischen 1984 und 1993 war Heinrich-Hermann Engemann als Pächter einer Reitanlage in Bissendorf tätig und verantwortlich für die Ausbildung von Berittpferden. Seine Bereiterprüfung absolvierte er 1992.
Zusammen mit seiner damaligen Frau Karin Ernsting wurde 1993 die gepachtete Reitanlage in Bissendorf gekauft und ausgebaut. Seit 2001 ist Heinrich-Hermann Engemann Präsident des Clubs Deutscher Springreiter (CDS). 2002 bestand er seine Prüfung zum Pferdewirtschaftsmeister mit Auszeichnung.
Seit dem Jahr 2003 war der Westfalen-Wallach Aboyeur W Engemanns Erfolgspferd auf internationalen Turnieren, mit diesem gewann er unter anderem 2004 den Großen Preis von Barcelona (CSIO 5*) und 2005 das Weltcupspringen von Helsinki. Noch 2008 erreichten beide den dritten Platz beim Weltcupfinale. Bei den Olympischen Spielen 2008 waren Heinrich-Hermann Engemann und Aboyeur W das Ersatzpaar für den Fall des Ausfalls eines geplanten Starters der deutschen Springreitermannschaft.
Im Rahmen der Trennung von Engemann und Karin Ernsting wurde Aboyeur W an Álvaro Affonso de Miranda Neto verkauft. Engemann, der nun ohne Spitzenpferde für den großen Sport war, galt, zusammen mit Otto Becker, nach den Vorkommnissen bei den Olympischen Spielen als Favorit für die Neubesetzung der Bundestrainerposten im Springreiten. Zum 1. Januar 2009 übernahm er den Posten des Disziplintrainer der deutschen Springreiter. In dieser Funktion übernahm er unter anderem die Trainerfunktion bei Olympischen Spielen, Championaten und hochrangigen Nationenpreisen und war für die neu geschaffene Perspektivgruppe Springen zuständig.
Nach seiner Scheidung im Jahr 2009 pachtete Engemann zusammen mit dem Springreiter Torben Köhlbrandt eine Anlage in Ibbenbüren, auf der beide zusammen eine gemeinsame Firma betrieben. Im Jahr 2011 zog sich Engemann aus der Firma zurück, da er durch seine Trainertätigkeit zu stark eingebunden war.
Im März des Jahres 2012 vereinbarte Engemann mit den jetzigen Eignern von Aboyeur W, dass dieser sein Gnadenbrot auf dem Hof von Heinrich-Hermann Engemann verbringen wird.
Unter anderem aufgrund der unsicheren wirtschaftlichen Situation während der COVID-19-Pandemie als Honorartrainer entschied sich Engemann, das Amt als Disziplintrainer zum Jahresende 2020 niederzulegen. Ab 2021 ist er als Nationaltrainer für die kolumbianischen Springreiter tätig. Im Dezember 2020 wurde Engemann mit dem deutschen Reiterkreuz in Silber ausgezeichnet.
Gemeinsam mit Karin Ernsting hat Heinrich-Hermann Engemann drei Söhne.

## Erfolge
Deutsche Meisterschaften
- 2004: 9. Platz
- 2005: 12. Platz
- 2006: Silber
- 2007: Bronze

Championat der Berufsreiter Springen
- 2000: Silber

1988
- 1. Platz im Preis der Nationen CSIO Plovdiv

1990
- 2. Platz im Preis der Nationen CSIO Dublin

1992
- 3. Platz im Preis der Nationen CSIO Bratislava

1994
- 1. Platz im Großen Preis CSI Klagenfurt

1995
- 2. Platz im Preis der Nationen CSIO Drammen
- 2. Platz im Preis der Nationen CSIO Helsinki

1998
- 2. Platz im Großen Preis CSIO Bratislava
- 2. Platz im Preis der Nationen CSIO Budapest

1999
- 1. Platz im Preis der Nationen CSIO Poznań

2000
- 2. Platz im Großen Preis CSIO Linz
- 3. Platz im Preis der Nationen CSIO Gijón

2001
- 1. Platz im Nationenpreis CSIO Bratislava mit Iris
- 1. Platz im Nationenpreis CSIO Linz mit Iris
- 2. Platz im Großen Preis CSIO Bratislava mit Iris
- 3. Platz beim FEI World Cup CSI-W Dortmund mit Iris

2002
- 1. Platz im Großen Preis CSI Gijón mit Iris
- 2. Platz im Nationenpreis CSIO Linz mit Iris

2003
- 1. Platz im Großen Preis CSI*** Affalterbach mit Aboyeur W
- 2. Platz im Großen Preis CSI*** Leeuwarden mit Aboyeur W
- 2. Platz im Großen Preis CSI**** Ascona mit Aboyeur W

2004
- 1. Platz im Nationenpreis (Finale Super Liga)
- 1. Platz im Großen Preis CSIO***** Barcelona mit Aboyeur W
- 3. Platz im Nationenpreis CSIO Linz mit Aboyeur W

2005
- 1. Platz im Großen Preis CSI*** Balve mit Aboyeur W
- 1. Platz im Großen Preis CSI*** Aach mit Aboyeur W
- 1. Platz in der Riders-Tour-Wertung CSI**** München mit Aboyeur W
- 1. Platz im Weltcup-Springen CSI*** Helsinki mit Aboyeur W
- 2. Platz im Großen Preis CSI*** Hachenburg mit Aboyeur W
- 2. Platz im Großen Preis CSI*** Toscana Tour Arezzo mit Aboyeur W

2006
- 1. Platz im Großen Preis CSI*** Arezzo mit Aboyeur W
- 2. Platz im Großen Preis CSIO***** Hickstead mit Aboyeur W
- 3. Platz in der Riders Tour-Gesamtwertung

2007
- 1. Platz im Großen Preis im Rahmen der Europameisterschaft in Mannheim mit Aboyeur W
- 1. Platz im Nationenpreis CSIO**** Dublin mit Aboyeur W
- 1. Platz im Nationenpreis CSIO***** La Baule mit Aboyeur W
- 1. Platz im Großen Preis CSN Hagen a.T.W. mit Aboyeur W
- 2. Platz im Nationenpreis, 4. Platz Großer Preis CSIO***** Rom mit Aboyeur W

2008
- 3. Platz in bei der Weltcup-Qualifikationsprüfung in Amsterdam mit Aboyeur W
- 3. Platz im Weltcupfinale mit Aboyeur W